# Директ-бокс

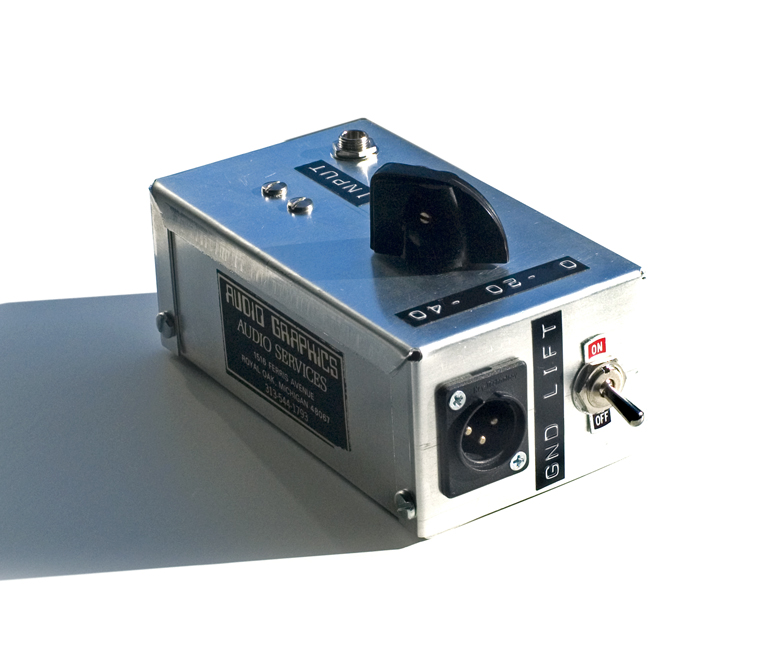
Wolfbox — оригінальний пасивний директ-бокс, винайдений наприкінці 1950-х років доктором Едвардом Вольфрумом

Директ-бокс (англ. direct box), також D-box або DI-box (від англ. Direct Injection або англ. Direct Input) — це електронний пристрій, який дозволяє під'єднати гітару або інший музичний інструмент напряму до мікшерного пульту або іншого аудіоінтерфейсу.
Основне призначення директ-боксу — перетворення небалансного сигналу високоомного типу у балансний низькоомний сигнал. Це дозволяє приєднувати музичний інструмент до мікшера або іншої музичної апаратури під час запису в студії або протягом концертного виступу, використовуючи довгі кабелі, знижуючи рівень шумів та запобігаючи перешкодам. Окрім цього, директ-бокс підвищує рівень сигналу від музичного інструмента. Ще одна перевага DI-бокса в тому, що внаслідок ізолювання звукового сигналу знижується ризик ураження музиканта електричним струмом. Зазвичай подібне обладнання має один вхід та два виходи, один з яких йде напряму в мікшерний пульт, а інший під'єднується до підсилювача, з якого знімається за допомогою мікрофону.
Директ-бокси різних виробників поділяються на дві основні категорії: активні та пасивні. Активні пристрої вимагають підключення до зовнішнього джерела живлення — ним може бути або батарея, або живлення від мікшерного пульту — та містять електричну схему для підсилення сигналу. Пасивні директ-бокси не вимагають живлення, бо обробляють сигнали активного типу за допомогою трансформатора, але можуть викривляти або послаблювати вхідний сигнал.

Моделі директ-боксів різних виробників
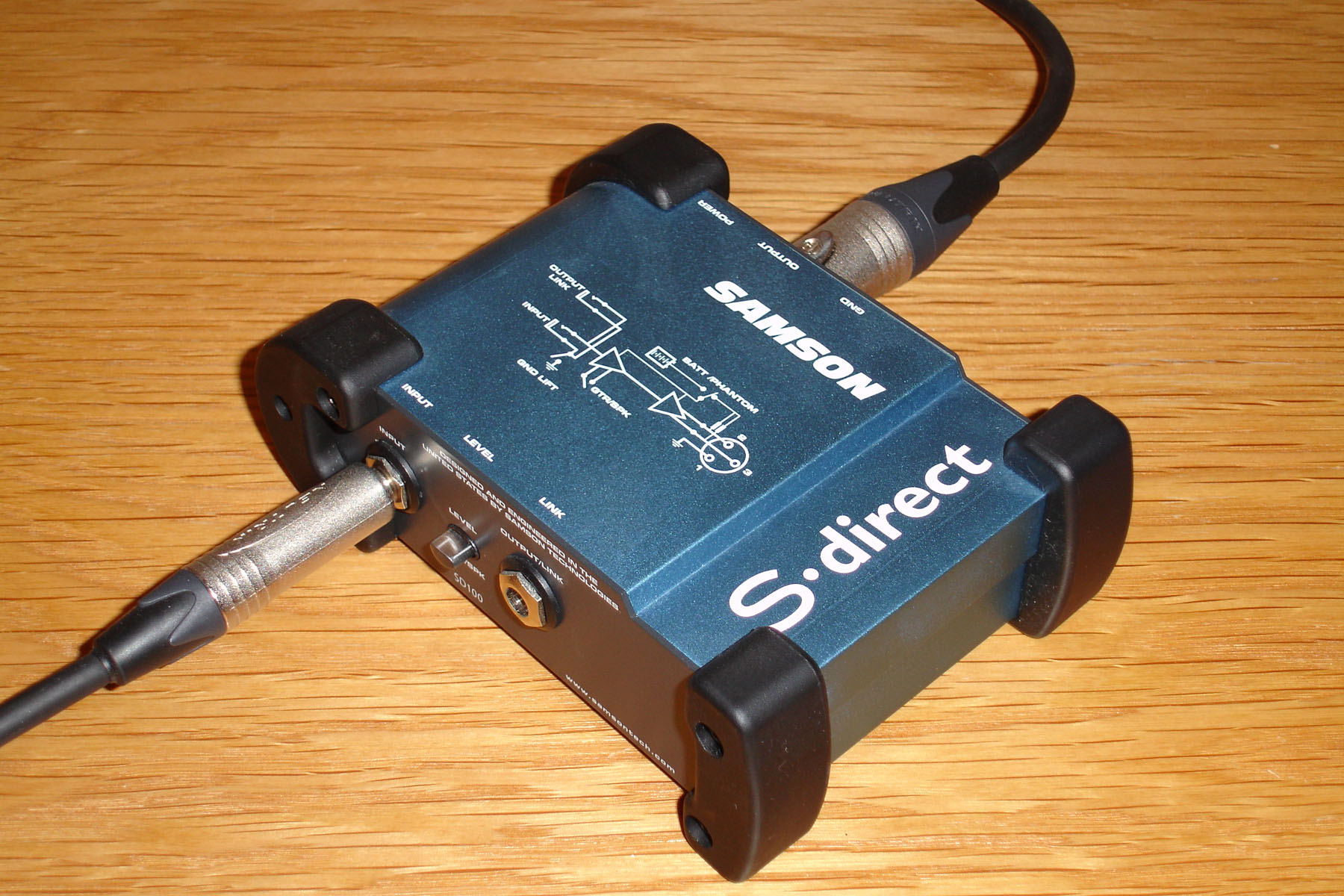
Samson S-direct
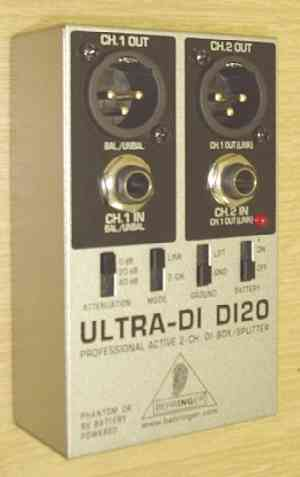
Behringer Ultra-DI DI20
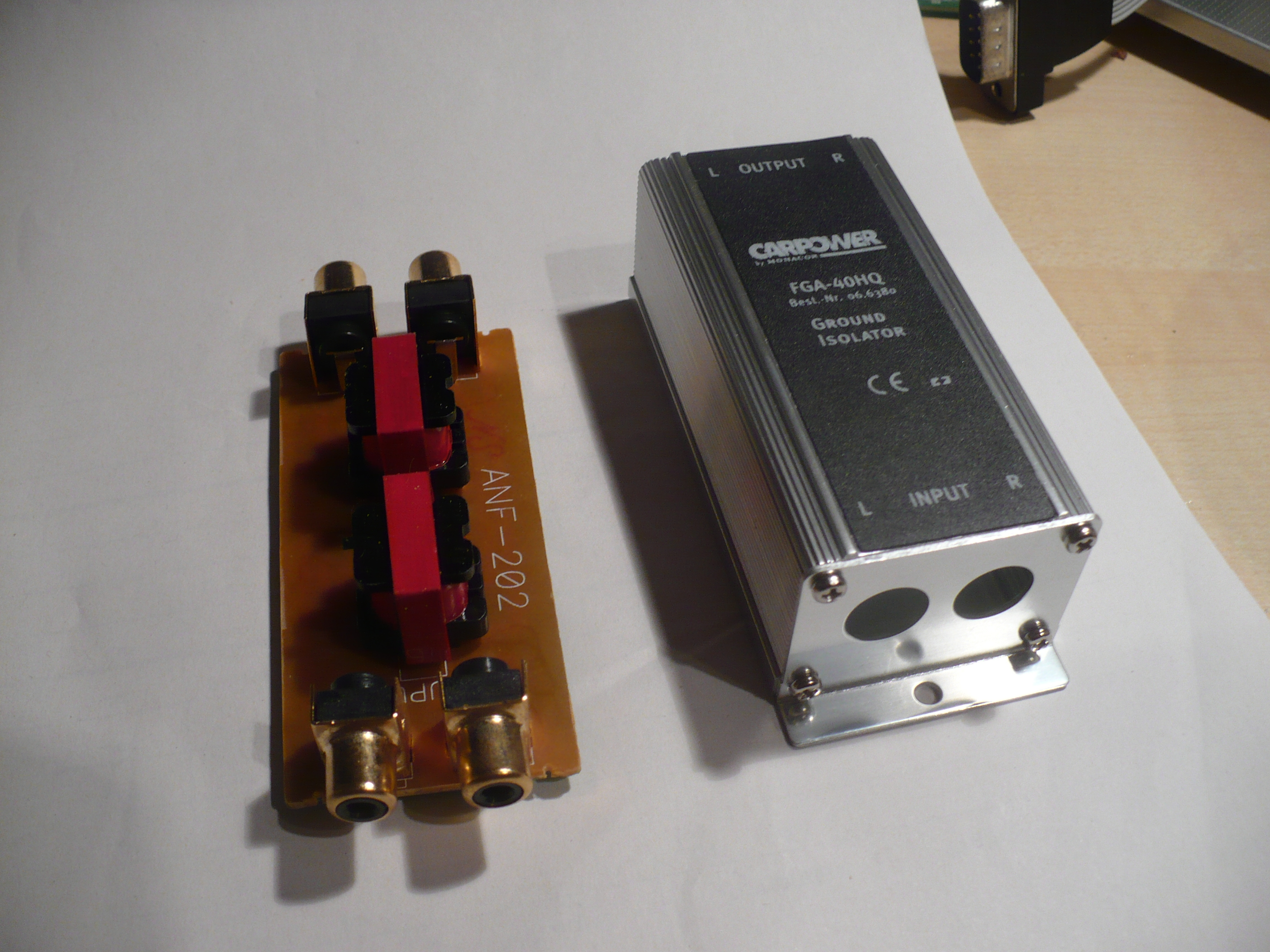
Carpower FGA-40HQ
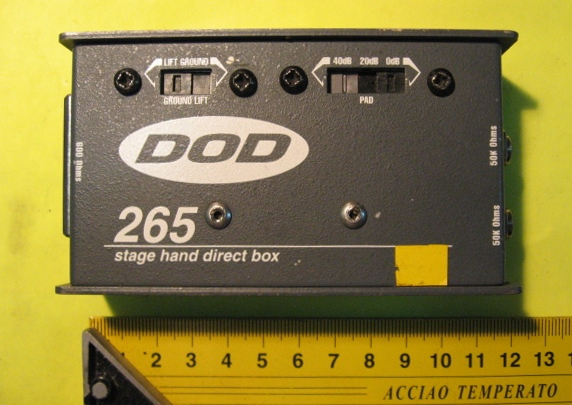
DOD 265
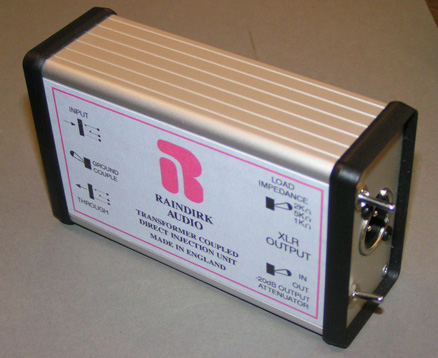
Raindirk Audio Active DI